# راندال غاي
راندال غاي (بالإنجليزية: Randall Gay)‏ هو لاعب كرة قدم أمريكية أمريكي، ولد في 5 مايو 1982 في باتون روج في الولايات المتحدة.

## وصلات خارجية
- راندال غاي على موقع مرجع كرة القدم المحترفة.كوم (الإنجليزية)